# Трабижу
Трабижу (порт. Trabiju) — муниципалитет в Бразилии, входит в штат Сан-Паулу. Составная часть мезорегиона Араракара. Входит в экономико-статистический микрорегион Араракуара. Население составляет 1474 человека на 2006 год. Занимает площадь 63,378 км². Плотность населения — 23,3 чел./км².
Праздник города — 27 декабря.

## История
Город основан 22 июня 1934 года.

## Статистика
- Валовой внутренний продукт на 2003 составляет 22.097.834,00 реалов (данные: Бразильский институт географии и статистики).
- Валовой внутренний продукт на душу населения на 2003 составляет 15.442,23 реалов (данные: Бразильский институт географии и статистики).
- Индекс развития человеческого потенциала на 2000 составляет 0,755 (данные: Программа развития ООН).

## География
Климат местности: субтропический. В соответствии с классификацией Кёппена, климат относится к категории Aw.